# Riguala de Serraduy
Riguala de Serraduy (Riuala en aragonés) es una localidad española del municipio de Isábena, la Ribagorza, provincia de Huesca, Aragón.

## Toponimia
El topónimo se origina de la voz aragonesa rigüela que significa 'acequia pequeña', a su vez deriva del latín RĪVŌLUS 'río pequeño', donde el sonido de la v se acaba deformando a g.

## Geografía
Rigüala se encuentra bajo el Coll del Vent, en medio del valle del Isábena, a 947 m s. n. m.

## Lugares de interés

### Capilla de San Blas
En Riguala la única construcción religiosa que ha existido es la capilla de San Blas, ubicada en casa Micolau. Fue construida en el s. xviii, es una construcción de planta rectangular, la entrada es adintelada, sobre ella se encuentran restos de una espadaña. El techo es a dos aguas, y en el interior se cubre con una bóveda de cañón. La capilla se encuentra en muy mal estado y está en desuso.

## Demografía
| Gráfica de evolución de Riguala de Serraduy entre 2000 y 2022 |
|                                                               |
| Datos obtenidos del INE.                                      |